# Agira
Agira is een gemeente in de Italiaanse provincie Enna (regio Sicilië) en telt 8171 inwoners (31-12-2004). De oppervlakte bedraagt 163,0 km², de bevolkingsdichtheid is 50 inwoners per km².

## Demografie
Agira telt ongeveer 2763 huishoudens. Het aantal inwoners daalde in de periode 1991-2001 met 8,8% volgens cijfers uit de tienjaarlijkse volkstellingen van ISTAT.
| Jaar | Inwoneraantal |
| ---- | ------------- |
| 1991 | 9150          |
| 2001 | 8348          |

## Geografie
De gemeente ligt op ongeveer 650 meter boven zeeniveau.
Agira grenst aan de volgende gemeenten: Assoro, Castel di Judica (CT), Catenanuova, Enna, Gagliano Castelferrato, Nissoria, Ramacca (CT), Regalbuto.

## Foto's

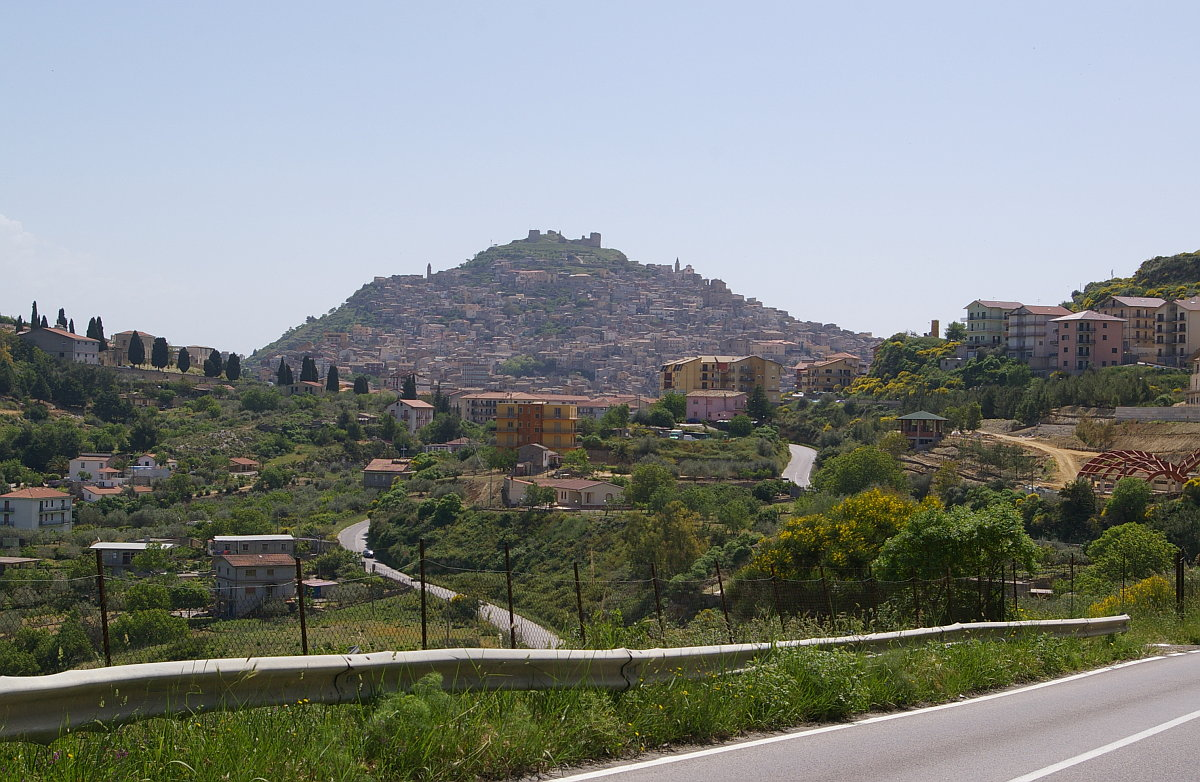
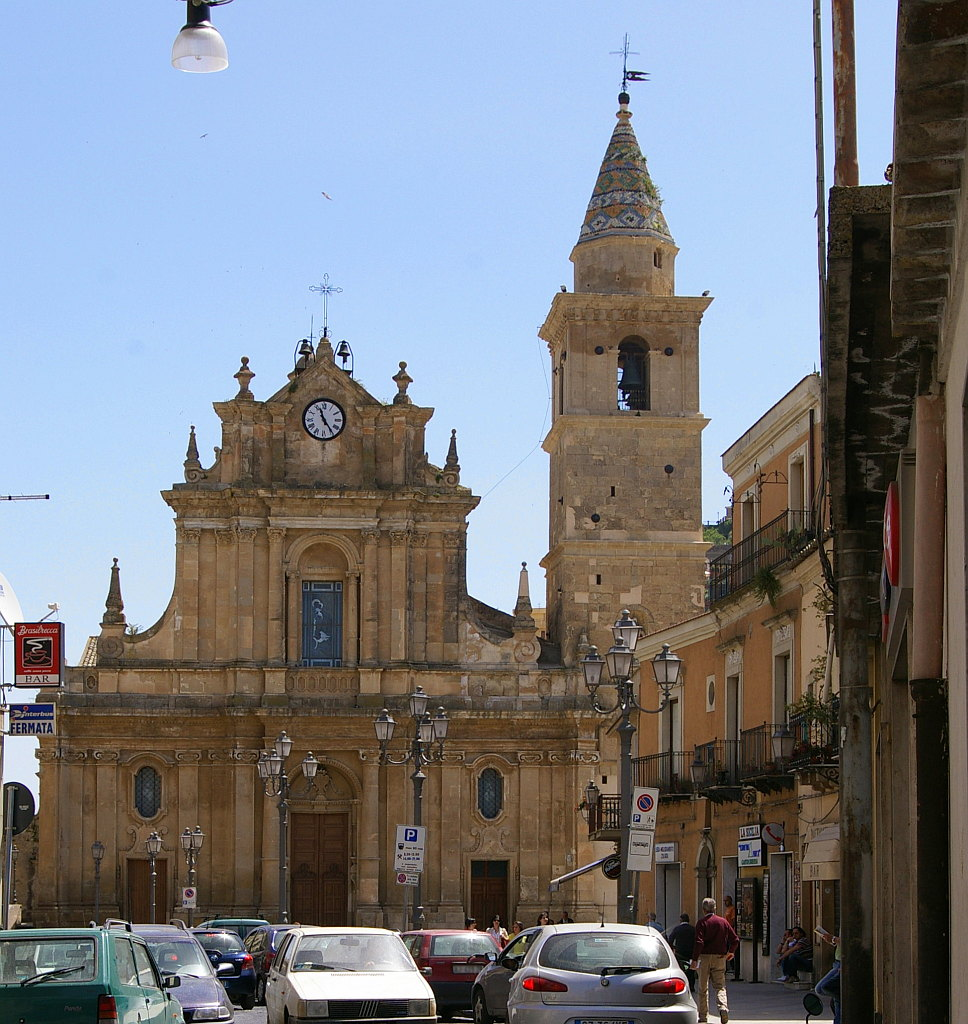